# Jacques Mélingue
Pour les articles homonymes, voir Mélingue.
 (mai 2016).
Si vous disposez d'ouvrages ou d'articles de référence ou si vous connaissez des sites web de qualité traitant du thème abordé ici, merci de compléter l'article en donnant les références utiles à sa vérifiabilité et en les liant à la section « Notes et références ».
Jacques Mélingue est un peintre français, né vers 1669, et mort à Paris le 20 juillet 1728.

## Biographie
Fils de André Mélingue et de Louise Breban, Jacques Mélingue entre à l'Académie royale de peinture et de sculpture et est reçu maître. 
En 1691, il fait le portrait de trois membres de la famille royale pour la galerie que le marquis de Seignelay a instituée dans l'orangerie de son domaine de Sceaux .
En 1692, il demeure rue Neuve-des-Petits-Champs, (paroisse de Saint-Eustache).
Collaborateur dès 1694 de Hyacinthe Rigaud (1659-1743), il travaille dans les différents ateliers de celui-ci sur la rive droite de Paris, en 1694, 1698 et 1699.
En 1703,  l'intendant Michel Bégon demande à faire payer au comptant « à Monsieur Mélingue, peintre, la somme de cinquante livres pour le prix de deux copies des portraits de S.E. Mgr le Cardinal de Noailles et de Mgr le marquis de Torcy qu'il m'a livré pour Montfermeil ».
Il expose au Salon de l'Académie royale de peinture et de sculpture.
Jacques Mélingue meurt le 20 juillet 1728 à Paris, au deuxième étage d'une maison de la Rue des Vieux-Augustins. Son inventaire après décès, mentionne deux tableaux représentant des sujets de dévotion dans leur cadre de bois doré, un paysage, un portrait, deux autres tableaux sans cadre, trois autres encadrés et dix portraits sans cadre.